# Rokstarr
Rokstarr é o segundo álbum de estúdio do cantor britânico Taio Cruz. No Reino Unido, o disco lançado no dia 1 de dezembro de 2009 e chegou ao 14º lugar na parada do país com o single de estréia "Break Your Heart", lançado no dia 14 de setembro de 2009. 
O disco vendeu 128 mil cópias nos Estados Unidos, enquanto seu single "Break Your Heart" vendeu mais de três milhões de cópias no país.

## Faixas
1. "Break Your Heart" – 3:23
2. "Dirty Picture" (com Kesha)" – 3:36
3. "No Other One" - 3:38
4. "Forever Love" – 4:12
5. "Take Me Back" (Tinchy Stryder & Taio Cruz) – 3:34
6. "Best Girl" – 4:09
7. "I'll Never Love Again" – 3:49
8. "Only You" – 3:42
9. "Falling In Love" – 3:31
10. "Keep Going" – 3:28
11. "Feel Again" – 3:40
12. "The 11th Hour" – 3:36